# Дом Эрейбу
Дом Эрейбу (англ. The House of Arabu) — рассказ Роберта Говарда в жанре тёмное фэнтези и хоррор, с элементами шумерской мифологии и истории. Написан в 1932 году, впервые опубликован лишь в 1952-м.

## История создания и публикаций
Рассказ, несмотря на краткость, изобилует описанием исторических событий и лиц, а также существами шумеро-аккадской мифологии. По-видимому, Роберт Говард при его написании вдохновлялся материалами из книги Джозефа Маккейба «История религиозных противоречий», впервые вышедшей в 1929 году, незадолго до написания Говардом рукописи рассказа. В произведении Говарда используются элементы шумерской мифологии, описанные в книге Маккейба, например, царство мёртвых Дом Арабу, демоны Лилиту и Ардат Лили, а также оперённые души мёртвых.
Первая публикация рассказа произошла 16 лет спустя после смерти автора — в 1952 году. Говард оставил две незаконченные рукописи, первая из которых обрывается к концу рассказа, переходя в синопсис. Второй вариант рукописи дописан до второй главы. Считается, что существовал цельный, дописанный вариант рассказа, но он потерян. Опубликованный в 1952 году рассказ, по разным версиям, основывался либо на ныне утраченной третьей, полной версии рукописи, либо на первых двух. Произведение было отредактировано Оскаром Френдом (в случае, если он взял за основу полный вариант), либо дописано им (в случае, если он взял за основу неполный вариант с концом, переходящим в синопсис). Публикация состоялась в 18-м номере журнала Avon Fantasy Reader под названием The Witch from Hell’s Kitchen. Вариант Френда и переводился на русский язык. Также существует версия рассказа под редакцией Расти Бёрка, составленная на основе двух сохранившихся рукописей Роберта Говарда.
В автобиографической книге Time and Chance Леон Спрэг де Камп утверждает, что рассказ попал к Оскару Френду от литературного агента Говарда, Отиса Кляйна, после смерти последнего. Оригинальное название The House of Arabu было заменено редактором Avon Fantasy Уоллхеймом. Как пишет де Камп, в главном герое Пиррасе легко угадывался Конан, разве что светловолосый. Поэтому неудивительно, что в 1974 году рассказ был адаптирован в качестве комикса о Конане. Сюжет остаётся тем же, однако место и время действия перенесены соответственно в Хайборийскую эру и Туран. Главным героем вместо Пирраса становится Конан, имена же большинства других персонажей сохранены.
В России впервые был издан в 1997 году. В переводе Г. Корчагина в рассказе отсутствуют вступительные строки Вавилонской легенды об Иштар.

## Сюжет
Северянин, которого на востоке называют аргивянином (в русских переводах — аргайв) Пиррас служит предводителем армии наёмников при дворе шумерского царя Эаннатума. После триумфальной победы над войсками Урука он возвращается в Ниппур, где его ожидает череда празднований и почестей. Однако вскоре с Пиррасом случается ряд злоключений. Он начинает думать, что его прокляли за то, что он убил жреца бога Ану прямо в храме, когда был захвачен Урук.

### Историчность
Несмотря на зрелищность произведения, Робертом Говардом допущено несколько исторических несоответствий. Так, рассказывается, что за несколько лет до вступления под командование Эаннатума Пиррас воевал в войске шердан под знамёнами Египта, однако это невозможно, так как шерданы появились на исторической арене примерно в 15 веке до н. э., в то время как Эаннатум жил в 25 веке до н. э. Также в рассказе говорится, что Ниппур принадлежал Эаннатуму, однако большинство историков сходятся на том, что жреческая столица Шумера так и не была завоёвана Эаннатумом, из-за чего его имя отсутствует в Ниппурском царском списке. Ниппуром на тот момент владел Эн-Шакушана, правитель Урука, оставивший там надписи. Также и Урук не был в полной мере завоёван Эаннатумом, хотя интрига рассказа и сводится к тому, что при помощи предателя из стана Эаннатума Ниппур и Урук возвращают себе независимость.
Прозвище Пирраса (аргивянин) связано с тем, что на Востоке так называли всех выходцев из Эллады, а воин, спускаясь с севера, некоторое время провёл в тех местах. По всей видимости, Пиррас родом откуда-то из Скандинавии или Германии. Он почитает Имира; возможно, автор хотел этим показать, что главный герой является предком викингов, а Имир остался у средневековых скандинавов в качестве отголоска, когда их предки почитали старшее поколение богов, бывших до Одина. Интересным фактом является то, что Роберт Говард в своём эссе Хайборийская эра, повествующем о псевдодоисторическом периоде, рассказывает о племенах Нордхейма, которые поклонялись Имиру. Также в эссе говорится, что прямыми предками скандинавов были именно нордхеймцы.

## Персонажи
Говард часто ссылается или показывает тех или иных персонажей, задействованных в рассказе, многие из них являются вымышленными, однако есть и исторические лица.

### Вымышленные персонажи
- Пиррас — к началу рассказа является военачальником армии наёмников в войске Эаннатума. До того изрядно скитался по миру, придя с севера, пробыл в Микенах, после чего перебрался на Крит. Покинул Крит на корабле, идущем в Египет, где вступил в ряды армии шердан, вскоре обучившись военному делу, в чём достиг успехов. После Египта проследовал на восток, двигаясь по землям зарождавшейся Трои и хананейцев. В конце концов прибыл в Шумер, где его услугами воспользовался Эаннатум. При взятии Урука совершил святотатство, убив жреца бога Ану, причём прямо в храме. По прибытии в Ниппур с ним случаются странные события — то нападает танцовщица в разгар праздника, то нападает змея, и в то же время он частенько слышит шелест крыльев и злорадный смех, когда остаётся в одиночестве. Он начинает понимать, что его кто-то проклял.
- Нарам-Нинуб — лучший друг Пирраса, по национальности является аккадцем и занимает важный пост при дворе Эаннатума.
- Белибна — танцовщица-арабка, будучи одержимой, покушалась на Пирраса.
- Амитис — наложница Пирраса, недолюбливает своего господина, однако именно она подсказала ему, не без допроса с пристрастием, найти колдуна.
- Гимиль-ишби — колдун, бывший служитель бога Энлиля, был выдворен жрецами из-за занятий чёрной магией и поклонению Тиамат. В рассказе есть указание на его монголоидные черты.

### Персонажи и существа из мифологии
- Лилиту — посланница Дома Эрейбу не дающая покоя Пиррасу. Описывается как нечто среднее между суккубом и вампиром.
- Ардат Лили — также посланник Дома Эрейбу, является супругом Лилиту.
- Дом Эрейбу — царство мёртвых в шумерской мифологии, фигурирует в рассказе, являясь неотъемлемой частью сюжета. Именно из Дома Эрейбу пришли за Пиррасом Лилиту и Ардат Лили. Касание «Десницы Эрейбу» делает человека одержимым. Русский перевод названия The House of Arabu как Дом Эрейбу некорректен, так как название шумерского царства мёртвых — Арабу.
- Тиамат и Апсу — древние божества Шумера, именно им служат Лилиту и Ардат Лили, а также представители Дома Эрейбу. Почитателем Тиамат является колдун Гимиль-ишби, подсказавший Пиррасу выход из ситуации. Мечом Апсу на короткое время завладел Пиррас.
- Имир — бог народа Пирраса, сам главный герой часто упоминает его имя.
- Души мёртвых — изображены в виде оперённых людей, по-видимому, взяты Говардом из шумерского описания.

### Исторические лица
- Эаннатум — единственное историческое лицо в рассказе, не является действующим лицом, а только упоминается.